# Francisco Gaspar
Francisco Gaspar (Belém, 7 de maio de 1967) é um ator brasileiro. Recebeu o Kikito de melhor ator em curta metragem em 35 mm no 35º Festival de Gramado por sua participação no filme O.D. Overdose Digital.

## Filmografia

### Cinema
| Ano  | Filme                              | Personagem            | Notas                 |
| ---- | ---------------------------------- | --------------------- | --------------------- |
| 2002 | Seja o que Deus Quiser!            | Francisco             |                       |
| 2003 | A lâmpada e a flor                 | Tatu                  | Curta-metragem        |
| 2003 | Cheque de terceiro                 | Pedinte               | Curta-metragem        |
| 2004 | Universo                           | Mendigo               | Curta-metragem        |
| 2007 | A Casa de Alice                    | Cabeleireiro          |                       |
| 2007 | Caixa Dois                         | Pedinte               |                       |
| 2007 | O. D. Overdose Digital             | Traficante            | Curta-metragem        |
| 2008 | Caixa preta                        | Tio Abner             |                       |
| 2010 | Reflexões de um Liquidificador     | Advogado              |                       |
| 2010 | Eu e Meu Guarda-Chuva              | Porteiro              |                       |
| 2010 | Cavalo                             | José                  | Curta-metragem        |
| 2012 | Volte sempre                       | Valdecyr              | Curta-metragem        |
| 2013 | O pacote                           | Professor Clóvis      | Curta-metragem        |
| 2013 | Aos ventos que virão               | Quatorze              |                       |
| 2013 | A Estrada 47                       | Piauí                 |                       |
| 2014 | Memórias de um Homem Só            | Gê                    | Curta-metragem        |
| 2014 | Submarino                          | José                  | Curta-metragem        |
| 2015 | Condado Macabro                    | Antônio               |                       |
| 2015 | Chapa                              | Chapa                 | Curta-metragem        |
| 2016 | Mundo cão                          | Pedrinho              |                       |
| 2016 | Mais Forte que o Mundo             | Ceará                 |                       |
| 2017 | O Matador                          | Geraldo               |                       |
| 2018 | Talvez uma História de Amor        | Mestre de obras       |                       |
| 2018 | A Escolha de Isaac                 | Abraão                | Curta-metragem        |
| 2019 | Correndo Atrás                     | Romero                |                       |
| 2019 | Histórias Estranhas                | João                  | Segmento: "Apóstolos" |
| 2019 | Cine Holliúdy 2: A Chibata Sideral | Seu Wanderwilson      |                       |
| 2019 | Divaldo - O Mensageiro da Paz      | Pai de Nilson         |                       |
| 2020 | O Cemitério das Almas Perdidas     | Fred                  |                       |
| 2021 | Dois Mais Dois                     | Atendente da farmácia |                       |
| 2021 | As Almas que Dançam no Escuro      | Apresentador do Clube | Curta-metragem        |
| 2022 | Ménage                             | Roberto Rodrigues     |                       |
| 2022 | O Pai da Rita                      | Macaxeira             |                       |
| 2022 | Guiné                              | Zé                    | Curta-metragem        |
| 2022 | Trago a Pessoa Amada               | Homem                 | Curta-metragem        |

### Televisão
| Ano  | Filme              | Personagem              | Notas                                 |
| ---- | ------------------ | ----------------------- | ------------------------------------- |
| 2005 | Belíssima          | Homem agressivo         |                                       |
| 2006 | Cidadão brasileiro | Candango                |                                       |
| 2008 | Ciranda de pedra   | Juraci                  |                                       |
| 2008 | 9mm: São Paulo     | Gerão                   | Episódio: "O Estreito Caminho da Lei" |
| 2010 | Força-Tarefa       | Trabalhador rural       | Episódio: "Adeus às Armas"            |
| 2012 | O Brado Retumbante | Oscar                   | 8 episódios                           |
| 2015 | Chiqutitas         | Cavaleiro do apocalipse |                                       |
| 2016 | Unidade Básica     | Joel                    | Episódio: "Joel"                      |
| 2018 | Carcereiros        | Xerém                   | Episódio: "Psicóloga"                 |
| 2019 | O Escolhido        | Silvino                 | 11 episódios                          |
| 2021 | Os Ausentes        | Frentista               | Episódio: "Roberta e Marcella"        |
| 2021 | Segunda Chamada    | Severino                | 1 episódio                            |

## Prêmios
- Festival de Gramado
  - Melhor ator em curta metragem em 35 mm (2007)[1][2]